# Loxosceles rufescens
Loxosceles rufescens, la araña violinista mediterránea, araña parda mediterránea o araña de rincón es una araña de la familia Sicariidae originaria de la cuenca del Mediterráneo. Es de tamaño pequeño, entre uno y dos centímetros. Es una especie venenosa.

## Descripción
Se reconoce por su dibujo en forma de violín sobre el dorso del cefalotórax (prosoma), que es de pardo a rojizo claro, aunque para tener completa seguridad en el diagnóstico es necesario un estudio de detalle. Es de tamaño medio y de largas y finas patas del mismo color que el prosoma, aunque normalmente algo más oscuro  que el opistosoma. Suele presentar una mancha cardiaca grande, aunque en muchos casos el color de la misma destaca poco o nada sobre el abdomen. Presenta seis ojos distribuidos en tres pares del mismo tamaño, uno central y dos laterales.

## Distribución
Esta especie de origen mediterráneo también se ha extendido a regiones de otros continentes como Norteamérica, el Sudeste asiático, Australia, Madagascar y algunas islas del Pacífico y del Atlántico, probablemente por transporte involuntario entre la mercancía.

### Situación en España
Se trata de una de las arañas más venenosas de España. Es de hábitos nocturnos. Reduce su movilidad a temperaturas inferiores a 15 °C, mientras que concentra su máxima actividad en los meses de mayo, junio y julio, cuando su población aumenta. Habita en las zonas cálidas de la península (regiones mediterráneas y meridionales). Aunque vive en la naturaleza y suele ocultarse bajo las piedras, en ocasiones se introduce en las viviendas por adaptación al medio urbano donde puede encontrar refugio y alimento con facilidad. Prefiere esconderse en sitios estrechos y oscuros como detrás de los cuadros y muebles o debajo de estos. No es una araña agresiva; sólo ataca si se ve acorralada, lo que puede suceder cuando se introduce la mano donde se esconde sin saber que está allí. Por ejemplo, entre los pliegues de la ropa guardada. Las arañas de la familia Sicariidae tejen telas pegajosas, en paño irregular. La hembra deposita entre 30 y 300 huevos en sacos que conserva en la parte posterior de su tela.
Conviene no confundirla con la araña doméstica de rincón, nombre que agrupa varias especies muy comunes de la familia Pholcidae de color normalmente similar y también de patas largas, pero totalmente inofensiva y que hace telas en los rincones de la casa y en los límites de los techos. Estas arañas domésticas pueden ser beneficiosas porque eliminan gran cantidad de mosquitos y de otros insectos.

### Distribución en Estados Unidos
Ha sido introducida en Arkansas, Hawái, y los estados del Golfo de los Estados Unidos. En Ohio es poco común, pero se ha citado más veces que la especie autóctona Loxosceles reclusa. También hay registros de Loxosceles rufescens en Canadá.

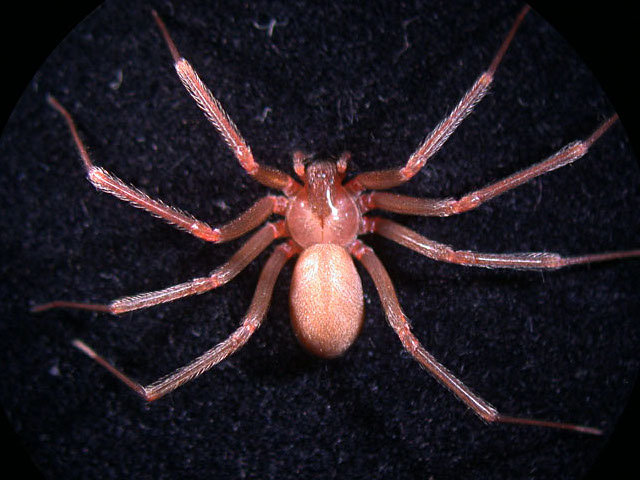
Imagen ampliada de Loxosceles rufescens.

## Riesgo
Considerada la araña más venenosa de Europa,[¿según quién?] la mordedura de esta especie  puede provocar un cuadro clínico denominado loxoscelismo o aracnoidismo cutáneo que, en los casos más graves, puede provocar gangrena. El loxoscelismo cutáneo se caracteriza por la aparición de una lesión local que comienza con picor y que se va volviendo progresivamente dolorosa con edema local-regional. En el sitio de la picadura se forma una vesícula o pápula que puede evolucionar a una placa eritematosa, con áreas rojo violáceas alternando con otras pálidas, que a los siete días oscurece formándose una escara que deja una úlcera de lenta cicatrización. En la especie que se describe, la mayoría de los casos los cuadros de loxoscelismo cutáneo que produce son leves. Sólo en el caso de personas alérgicas al veneno o con otros factores que potencien su efecto (además de las características de la víctima, depende del tamaño y vigor del ejemplar, sexo -las hembras inyectan más por su mayor corpulencia-, si expulsa o no contenido gástrico junto a la mordedura, etc.), puede llegar a producir necrosis que afecten a una gran superficie. Debe tenerse en cuenta que otras especies de su género, pero de distribución africana o americana, son las más venenosas del mundo, sólo igualadas por las populares "viudas negras" (género Latrodectus)[cita requerida]. Ante la mordedura de esta araña se recomienda acudir a consulta médica con urgencia llevando si es posible -vivo o muerto- el ejemplar que causó el daño. Es importante mantener la calma y recordar que casi siempre se trata de cuadros leves.
En el año 2006 una mujer de Riba-roja de Turia (Valencia) sufrió una mordedura en una pierna. Se verificó que era una mordedura de una Loxosceles por la gravedad de la lesión y por el departamento de biología de la Universidad de Valencia que trata temas de este tipo. Gracias a la rápida intervención de un conocido equipo de dermatólogos, no produjo consecuencias catastróficas aunque si dejó una gran cicatriz, requiriendo curas diarias. La noticia salió en los medios de comunicación autonómicos (Canal 9 TV valenciana) en varios programas, entrevista incluida.
En el año 2014 se registró una situación de alarma social en la provincia de Sevilla que se atribuyó más a una psicosis colectiva que al aumento real de la incidencia de mordeduras. Se llegó a publicar en la prensa que se trataba de especies exóticas del mismo género pero más peligrosas, sin que se haya podido verificar ni un solo caso.
En 2019 corrió el rumor sobre un nuevo caso de mordedura de esta araña a un hombre en Elda (Provincia de Alicante), pero fue desmentido por el hospital de dicha localidad.
En el verano de 2021 un joven turista británico sufrió una mordedura en una playa de Ibiza que le necrotizó dos dedos y requirió de ingreso hospitalario. Debido a los efectos adversos de la mordedura, dichos dedos le fueron amputados.